# Broussey-en-Blois
Broussey-en-Blois är en kommun i departementet Meuse i regionen Grand Est (tidigare regionen Lorraine) i nordöstra Frankrike. Kommunen ligger i kantonen Void-Vacon som tillhör arrondissementet Commercy. År 2022 hade Broussey-en-Blois 57 invånare.

## Befolkningsutveckling
Antalet invånare i kommunen Broussey-en-Blois
| Referens: INSEE |